# Ensaïmada de Mallorca

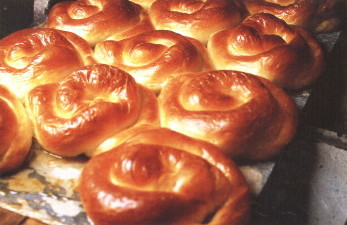
Ensaïmades

Die Ensaïmada de Mallorca (von katalanisch saïm ‚Schmalz‘) ist ein Produkt aus Mallorca mit geschützter geografischer Angabe. Sie wird in verschiedenen Größen entweder ungefüllt oder mit einer Füllung aus cabell d'àngel ‚Engelshaar‘ (einer Art Kürbiskonfitüre) angeboten.
Die Ensaïmada de Mallorca ist ein Gebäck, das aus einem gezuckerten, fermentierten und im Ofen gebackenen Teig besteht. Der Teig wird aus Weizenmehl, Wasser oder Milch, Zucker, Eiern und Schweineschmalz unter Zugabe von etwas älterem Ensaïmada-Teig als Sauerteig zubereitet.

## Geschichte
Der Name Ensaïmada kommt von dem arabischen saïma ‚Schweinefett‘. Unter den Juden und Arabern des 13. Jahrhunderts gab es auf Mallorca ein Gericht namens Bulema, das ohne Schweinefett auskommt. Das Fett kam vermutlich im Laufe der Christianisierung in das Gericht.
Im 17. Jahrhundert finden sich die ersten schriftlichen Hinweise auf die Ensaïmada von Mallorca. Damals wurde das Weizenmehl zwar hauptsächlich zur Herstellung von Brot verwendet, aber es gibt auch Schriftstücke, in denen bereits die Herstellung der Ensaïmada für Feste und Feierlichkeiten erwähnt wurde.
Ab dem 18. Jahrhundert wurde die Ensaïmada zunehmend mehr von der mittleren und oberen Gesellschaftsschicht genossen und avancierte damit zu einem bei der Vesper gern gegessenen Gebäck, zu dem man eine Tasse heißer Schokolade trank.
Während des 19. Jahrhunderts wurde die Ensaïmada schließlich auch über die Inselgrenzen hinaus bekannt und fand vielerorts Erwähnung – sei es in Rezeptsammlungen, in Berichten über Gebäckwaren oder auch in Reisebeschreibungen – wo man ihre Herstellungsmethode abdruckte oder sie als typisches und sehr populäres Produkt der Insel Mallorca vorstellte.
Der österreichische Erzherzog Ludwig Salvator verfasste auf Mallorca in den Jahren 1869–1891 eine Abhandlung und Dokumentarsammlung über die Traditionen auf der Insel mit dem Titel Die Balearen in Wort und Bild geschildert, in der auch zahlreiche Verweise auf die Ensaïmada von Mallorca enthalten sind. Die Ensaïmada wird in dieser Abhandlung als typisches Gebäck beschrieben, das von der Mittel- und Oberschicht gern zum Frühstück, zur Vesper oder als Dessert beim Mittagessen verzehrt wurde.
In geschichtlichen Dokumenten wird belegt, dass die Ensaïmada Bestandteil des historischen Kulturgutes der Insel Mallorca war und ein wichtiger Bestandteil der Konditoreiwaren aus eigener Herstellung gewesen ist, die bis zum heutigen Tage unverändert weitergebacken wird.
Auf Mallorca existiert eine große Tradition in der Herstellung von Brot- und Konditoreiwaren und das Konditorhandwerk ist eine der ältesten Zünfte, die bis ins 14. Jahrhundert zurückreicht. Diese große Tradition lässt sich auch bei der Untersuchung des durchschnittlichen Alters der Bäckereien auf Mallorca feststellen: über 50 % der heute existierenden Betriebe sind mehr als 150 Jahre alt und werden oft bereits in der fünften Generation als Familienbetriebe weitergeführt.

## Geschützte geografische Angabe
Die Bezeichnung „Ensaïmada de Mallorca“ wurde 1996 als Herkunftsbezeichnung geschützt und die Regierung der Balearen verabschiedete im April 2003 die derzeit gültige Ensaïmada-Verordnung, welche die Anforderungen an das Produkt enthält, für das die geschützte Herkunftsbezeichnung verwendet werden darf.
(Der folgende Text wurde aus der Ensaïmada-Verordnung (Dekret der balearischen Autonomieregierung Nr. 41/2003) frei übersetzt).
Es gibt zwei Arten von Ensaïmadas de Mallorca – die gefüllten und die ungefüllten:
- „Ensaïmada de Mallorca“, Bezeichnung für das ungefüllte Gebäck. Die Zutaten sind: Stärkemehl, Zucker, Eier, Sauerteig und Schweineschmalz.
- „Ensaïmada de Mallorca mit Engelshaar“, (Ensaïmada de cabell d'àngel) deren Zutaten dieselben sind wie für die ungefüllte, die aber zusätzlich mit „Engelshaar“ gefüllt wird (süße Kürbiskonfitüre).
- Beide Arten der Ensaïmada de Mallorca können nach ihrer Fertigstellung noch mit Puderzucker bestäubt werden.

## Herstellung

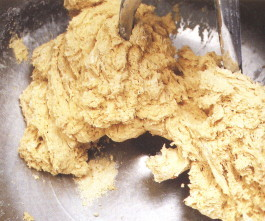
Teig

Die Ensaïmada wird mit folgenden Zutaten hergestellt:
- Weizenmehl: 45–56 %
- Wasser: 18–20 %
- Zucker: 16–20 %
- Eier: 6–10 %
- Hefe: 4–6 %

Für das „Engelshaar“ wird das Fruchtfleisch eines Curcubita moschata mit Zucker aufgekocht. Bei der gefüllten Ensaïmada de Mallorca beträgt der Mindestgehalt der Füllung 40 Gramm je 100 Gramm Teigmasse. Das ideale Weizenmehl für die Herstellung der Ensaïmada de Mallorca muss einen gut dehnbaren Teig ergeben. Dieses sollte ein Höchstmaß an Reißfestigkeit aufweisen und darüber hinaus das sich während der Gare bildende Gas einschließen.
Für die Herstellung ist eine lange Teiggare von mindestens 12 Stunden erforderlich, weshalb das Mehl einen hohen Anteil an Kleber haben muss. Der Kleber sorgt auch für die Elastizität des Teigs. Dieser schließt die Gase ein, die sich während der Gare bilden. Diese Art von Mehlen weisen bei der alveographischen Untersuchung einen hohen W-Wert im Vergleich zu solchen Mehlen auf, die zu anderen Herstellungszwecken verwendet werden.
Das verwendete Schweineschmalz (saïm) ist die Zutat, der das Gebäck seinen Namen verdankt. Qualität und Menge des Schweineschmalzes bestimmen das mehr oder weniger fettige Aussehen der Unterseite, die Elastizität des Teigs und verleihen der Ensaïmada de Mallorca ihr blätterteigähnliches Äußeres, was auch der wichtigste Faktor für die Beurteilung der Qualität des fertigen Produktes darstellt.
Bei der mit „Engelshaar“ gefüllten Ensaïmada de Mallorca wird auf der dickeren Seite des Teigdreiecks nach dem Ausrollen und Auseinanderziehen ein feiner Streifen Engelshaar verteilt, der dann in den Teig eingerollt wird.

## Besonderheiten
Aussehen und Beschaffenheit der Ensaïmada de Mallorca:

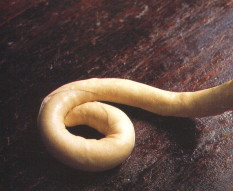
Teig-Spirale

Die Ensaïmada de Mallorca hat die Form einer im Uhrzeigersinn gedrehten Spirale mit zwei oder mehr Umdrehungen. Ihre konvexe Oberfläche ist gewellt und in den Spiralen unregelmäßig geformt. Sie ist von goldener Farbe, mehr oder weniger stark glänzend und von fester, knuspriger und brüchiger Beschaffenheit.
Die Unterseite ist glatt, fest und fühlt sich leicht schmierig an, was mit der Ansammlung des Schweineschmalzes in diesem Bereich zusammenhängt.
Ihr Inneres ist weich, nicht mürbe, druckfest, wenig elastisch und das blätterteigähnliche Innere ist gut sichtbar, wobei auch die verschiedenen Schichten des Teigs, die sich während des Einrollens ergeben haben, deutlich erkennbar sind. Bei der mit Engelshaar gefüllten Ensaïmada de Mallorca sieht man innen auch die einzelnen Fäden des Engelshaars.
Ensaïmada de Mallorca wird in verschiedenen Größen angeboten, das Gewicht kann dabei entsprechend der Schutzbestimmungen 60 bis 2000 Gramm betragen, das der Ensaïmada de Mallorca mit Engelshaar beträgt 100 bis 3000 Gramm. Der Feuchtigkeitsgehalt sollte 10 bis 20 Prozent für die einfache Ensaïmada de Mallorca betragen und 15 bis 35 Prozent für die Ensaïmada de Mallorca mit Engelshaar. Der Fettgehalt muss 20 bis 45 Prozent für die einfache und 15 bis 40 Prozent für die mit Engelshaar gefüllte Ensaïmada de Mallorca betragen.
Die kleine Ensaïmada de Mallorca wird traditionell zum Frühstück oder zur Brotzeit gegessen. Die größeren Ensaïmades de Mallorca werden als ganze Stücke verkauft, in einem schützenden Material verpackt oder in den traditionellen achteckigen Schachteln aus Karton angeboten.
Alle Behältnisse, in denen die Ensaïmadas de Mallorca verkauft werden, tragen gemäß den Schutzbestimmungen ein Garantiesiegel und ein spezielles, nummeriertes und vom Kontrollrat der geschützten geografischen Angabe Ensaïmada de Mallorca ausgestelltes Etikett.